# Aunslev
Aunslev, tidligere Avnslev, er en landsby på Fyn med 386 indbyggere  (2024). Aunslev er beliggende to kilometer nord for Hjulby, syv kilometer nordvest for Nyborg og 23 kilometer øst for Odense. Landsbyen tilhører Nyborg Kommune og er beliggende i Region Syddanmark.
Den hører til Aunslev Sogn og i byen ligger Aunslev Kirke, samt Vibeskolen afd. Aunslev (tidligere Aunslev Skole).
Landsbyen er opdelt i to; Aunslev Overby og Aunslev Nederby. Overbyen er området nordøst for Odensevej, og Nederbyen er placeret sydvest for denne. Overbyen er afgrænset ved Odensevej og ved byskiltene på Regstrupvej, Skovgyden og Kertemindevej mod nord. Nederbyen er afgrænset af Odensevej mod nord og til Onkelsminde mod syd.
Tidligere har Aunslev huset både en slagter, mejeri, bager, brugsforretninger mm.

## Navnet
Aunslev fik i 1998 af Kulturministeriet ændret stavemåden fra Avnslev til Aunslev.
Før denne ændring kunne man på byskiltene se byen stavet både som Avnslev og Aunslev. Dette gjorde sig også gældende for byens virksomheder og institutioner, der hver især stavede byen på forskellige måder. Byens navn kan dateres tilbage til år 1231 i form af Agnslef. Den første del, 'Agns' stammer sandsynligvis fra herrenavnet 'Aghin', der menes at have været den lokale jordejer. 'Lef' og senere 'lev' menes at betyde 'arv'. Aunslev har også tidligere gået under navnet 'Avnsløv'.[kilde mangler]

## Vikingelandsby
Fundet er flere betydelige artefakter fra Vikingetiden, navnlig Kristus fra Aunslev, et guldkrucifiks fra tiden omkring Ansgars komme til Danmark i 826, og Avnslev-stenen, peger på at der i området omkring Aunslev Kirke har ligget en vikingelandsby. Specielt fundet af Kristus fra Aunslev har tiltrukket opmærksomheden på området, da det har flyttet ved forståelsen af hvornår Kristendommen blev udbredt i Danmark. Krucifikset fra Aunslev er af samme model som et andet krucifiks fra Birka i Mälaren, hvor Ansgar senere slog sig ned. Det svenske krucifiks er i sølv, men ellers er de identiske.[kilde mangler]

### Kristus fra Aunslev
Kristus fra Aunslev er et hængesmykke af guld, der forestiller Kristus på korset, der blev fundet af Dennis Fabricius Holm d. 11. marts. 2016, på en mark mellem Aunslev Nederby og Aunslev Kirke. Dennis Fabricius Holm fandt smykket ved afsøgning med en metaldetektor, og kontaktede Østfyns Museer der herefter bistod med behandlingen af dette. Selve smykket er 4,1 cm. højt og vejer 13,2 g. En egentlig datering for smykket er endnu ikke foretaget, men vurderes til at stamme fra starten af 900-tallet, hvilket er tidligere end Jellingstenene rejst af Harald Blåtand, der indtil nu har været regnet for den tidligste markering af Kristendommens indtog i Danmark.

### Avnslev-stenen
En mindre kendt del af Aunslevs historie er fundet af Avnslev-stenen. Stenen var en runesten og blev fundet i 1623 omkring Aunslev Kirke. Den gik desværre tabt ved Københavns brand i 1728.

## Foreningsliv
- Aunslev I.F. hvori der kan dyrkes fodbold, gymnastik og badminton.
- Aunslev/Bovense Skytteforening
- Aunslev Tennis
- Aunslev Landsbyråd
- Hjulby I.F., håndboldklubben der holder til i Aunslev Hallen. (Nedlagt)
- ØKUK, Østfyns Kulturkompagni

## Berømte bysbørn
- Jacob Beck (1972-), konservatorieuddannet pianist, konferencier og foredragsholder.
- Ejnar Dige (1899-1981), departementschef og medstifter af Danmarks forvaltningshøjskole.
- Daniel Petersen (1987-), Pokerspiller. Danmarksmester i poker 2015. [7]

## Fredede bygninger
Der findes i Aunslev én af Kulturstyrelsen fredet bygning, nemlig hospitalsbygningen ved Aunslev Kirke. Den officielle betegnelse for denne er Avnslev Hospital. Hospitalsbygningen er opført i 1755 og blev erklæret fredet d. 24. april 1932.